# Paris Bass
Paris Bass (ur. 29 sierpnia 1995 w Birmingham) – amerykański koszykarz, występujący na pozycji niskiego skrzydłowego, obecnie zawodnik South Bay Lakers.
12 stycznia 2022 zawarł kolejną 10-dniową umowę z Phoenix Suns. 22 stycznia 2022 powrócił do składu South Bay Lakers.

## Osiągnięcia
Stan na 13 lutego 2022, na podstawie, o ile nie zaznaczono inaczej.
NCAA
- Najlepszy pierwszoroczny zawodnik Horizon League (2015)
- Zaliczony do I składu:
  - Horizon League (2016)
  - najlepszych pierwszorocznych zawodników Horizon League (2015)

Drużynowe
- Mistrz:
  - Dominikany (2019)
  - turnieju Torneo Superior de Baloncesto (TBS) na Dominikanie (2019)

Indywidualne
- MVP:
  - ligi:
    - portorykańskiej (2020)
    - dominikańskiej (2019)

  - finałów ligi dominikańskiej (2019)
- Zaliczony do I składu:
  - turnieju NBA G League All-Showcase (2021)
  - ligi portorykańskiej BSN (2020)
- Lider strzelców ligi dominikańskiej (2019)